# Wilhelm Stross
Wilhelm Stross   (Eitorf, 5 de novembre de 1907 - Rottach-Egern, 18 de gener de 1966) va ser un violinista i director d'orquestra alemany. Va ser professor a les acadèmies de música de Múnic i Colònia i va ser líder del Stross Quartet.

## Biografia
Era fill del director musical Carl Stross i de la seva dona Auguste, de soltera Killmeyer. Va rebre classes de piano i violí ben aviat i va fer un concert en solitari a l'hospital de la guarnició del Michaelsberg de Siegburg a l'edat de set anys. A deu anys va ser admès a la classe magistral de l'alumne de Joseph Joachim, Bram Eldering al Conservatori de Colònia. El director d'orquestra Hermann Abendroth també va ser un dels seus professors. El seu pare va morir cinc anys després, deixant-lo per guanyar-se la vida. Va obtenir una excedència estatal a la recentment fundada Acadèmia Estatal de Música de Colònia. El 1928, amb vint-i-dos anys, va guanyar el reconegut Premi Mendelssohn. L'any 1930 va aprovar la matrícula artística amb distinció.
El mateix any va anar a Berlín, on va treballar com a concertista de l'orquestra de cambra d'Edwin Fischer i va continuar els seus estudis amb Carl Flesch. El 1932 va ser nomenat membre del segon Elly Ney Trio amb la pianista Elly Ney juntament amb el violoncel·lista Ludwig Hoelscher i amb ells va celebrar l'èxit internacional.
El 1934 va succeir a Felix Berber com a professor de l'acadèmia més jove d'Alemanya en el que llavors era l'Acadèmia de Música, ara la Universitat de Música i Arts Escèniques de Múnic. Aquí, amb el violoncel·lista Anton Walter, el violista Valentin Härtl i Anton Huber com a segon violinista, va reorganitzar el Stross Quartet, que aviat es va consolidar com una de les principals associacions de música de cambra. L'any 1936 hi va haver una breu connexió a duo amb Claudio Arrau, que va acabar quan el pianista va emigrar a Amèrica. El 1941 Stross va fundar l'orquestra de cambra que portava el seu nom. Amb això va renovar una tradició barroca: el conjunt tocava dempeus sense director de batuta i estava dirigit per Stross des del primer pupitre. El 1943 va buscar una connexió amb l'Associació de Vents de la Filharmònica de Viena (l'associació de música de cambra va durar fins al 1962. Amb ells va gravar el Septet de Beethoven i l'Octet de Schubert, entre d'altres). El 1944 Adolf Hitler el va incloure en l'anomenada llista dels dotats de Déu, que li va estalviar a ell i als seus col·legues del quartet un esforç de guerra.
De 1951 a 1954 va ensenyar com a professor a la Universitat de Música de Colònia. El 1954 va ser reelegit com a professor a la Universitat Estatal de Música de Múnic. Des d'allà va fer gires amb el seu quartet i la seva orquestra de cambra per molts països europeus, per l'Orient Mitjà i diverses vegades per Àsia. El 1955 Stross va acompanyar Konrad Adenauer en el seu històric viatge a la Unió Soviètica com a "ambaixador de la música" alemany. Els concerts a Moscou i Leningrad van tenir una resposta entusiasta i es van haver de repetir diverses vegades. L'obra de reconciliació franco-alemanya iniciada per Adenauer i Charles de Gaulle va ser modelada a la seva manera pel Quartet Stross: Juntament amb el Quartet Loewenguth francès, es van interpretar programes insòlits a partir de 1957 per reunir-se per formar quartets, sextets i octets "nacionals mixtes" i van oferir actuacions convidades a les metròpolis europees. Però la seva tasca com a professor de violí sempre va romandre central. D'aquesta manera, l'Acadèmia de Música de Múnic es va convertir en una "fàbrica de violins" de renom internacional que va produir nombrosos concertistes i solistes, com ara Yūko Shiokawa, Takaya Urakawa, Oscar Yatco i altres. No obstant això, Stross va ser més eficaç com a professor com a mediador d'una tradició de música de cambra que podria referir-se a Joseph Joachim. A la dècada de 1960, es van fundar nombroses associacions de quartets amb estudiants de Stross com a primàries (exemples inclouen: Heinz Endres, Erich Keller, Josef Märkl, Gerhard Seitz, Ingo Sinnhoffer, Kurt -Christian Stier – tots els mestres de concerts posteriors o professors de l'Acadèmia de Música de Múnic).
Stross estava casat amb Ruth Hasse (1913-2009), filla de l'estudiant de Reger Martin Karl Hasse i va tenir tres fills amb ella. Està enterrat al cementiri protestant del seu darrer lloc de residència Rottach-Egern a Tegernsee.

## Premis
- Mendelssohn-Bartholdy-Preis Berlin 1928
- Benennung Willi-Stross-Weg in Siegburg-Kaldauen.
- Benennung Professor-Stross-Weg in Rottach-Egern

## Discografia – discos / CD
- Beethoven, Septet en mi bemoll major op.20 per a violí, viola, violoncel, trompa, clarinet, fagot i baix amb Wilhelm Stross,V.,Valentin Härtl,Va. Rudolf Metzmacher, Vcl.; Associació de vent de la Filharmònica de Viena (Wlach, Freiberg, Öhlberger); Etiqueta: Elit
- Mozart, Quartet en sol menor per a piano, violí, viola i violoncel KV 478 S.E. Riebensam, piano + Stross Quartet; Etiqueta: Elit
- Schubert: Octet en Fa major, Op. 166 amb Stross Quartet i Wind Association de la Filharmònica de Viena; Etiqueta: Elit
- Mozart, Quintet de trompa en mi bemoll major K. 407 amb Stross Quartet i Gottfried Ritter von Freiberg, trompa; + C. M. von Weber 'Gran Quintetto' per a clarinet i quartet de corda op.34 amb Strossquartett i Leopold Wlach, Cla.; Etiqueta: Elit
- Schubert String Quintet D 956 + Reger String Quartet op.121; Segell Sound Star -Història-